# Maria Olaru
Maria Ludovica Olaru (Bârlad, 4 giugno 1982) è un'ex ginnasta rumena.
Inizia a frequentare la palestra a sei anni, dopo essere stata portata in orfanotrofio a Falticeni dalla madre che, dopo la morte del padre quando Maria aveva solo quattro anni, non credeva di riuscire ad occuparsi di lei. Entra a far parte della Nazionale rumena nel 1995.
Nella sua carriera vince sette medaglie in gare importanti, di cui due alle Olimpiadi di Sydney 2000.

## Carriera sportiva
Gareggiò come junior dal 1995 al 1997 ed ebbe successo, ma fu penalizzata dalle regole di aumento dell'età minima (alzata da 15 a 16 anni) per partecipare a gare organizzate dalla Federazione Internazionale, come i Mondiali di Losanna del 1997.
Nel 1998 può finalmente gareggiare come senior; si piazza quinta all'American Cup nell'all-around e porta a casa due argenti per attrezzo. Gareggia bene anche agli Europei dove aiuta la squadra rumena a vincere l'oro e vince l'argento al volteggio. Partecipa poi ai Goodwill Games insieme a Simona Amânar e Corina Ungureanu ma porta a casa solo un argento nell'all around e un "legno" al volteggio.
Il suo anno migliore è però il 1999; vince 4 ori su 5 ai Nazionali e viene convocata per i Mondiali svoltisi quell'anno a Tientsin, in Cina, dove diventa la prima donna rumena dal 1987, quando trionfò Aurelia Dobre, a vincere l'all-around. Aiuta inoltre la Romania a difendere il titolo mondiale a squadre per la quarta edizione di fila della gara, vince il bronzo al volteggio e si piazza sesta alle parallele nonché quarta alla trave.
All'inizio del 2000 viene convocata per gli Europei di Parigi, ma dà forfait per problemi di salute. Riesce lo stesso a gareggiare ai Nazionali, a vincere tre medaglie e ad essere convocata per la squadra olimpica.
Alle Olimpiadi si qualifica nona nella finale all-around e prima in quella a trave. Aiuta in seguito la Romania a vincere il suo primo titolo olimpico a squadre in un'Olimpiade non boicottata, e vince il bronzo individuale nell'all-around (che poi diventerà argento, dopo la squalifica della compagna di squadra Raducan). Si piazza sesta nella finale a trave.
Si ritira l'anno seguente, citando come motivazione la sua altezza, che secondo lei l'avrebbe limitata avesse deciso di continuare e affrontare il nuovo Codice di Punteggio.

## Dopo il ritiro
Ha lavorato in Austria come allenatrice per un breve periodo nel 2001 ma ha preferito tornare a casa l'anno dopo per concentrarsi sull'università. Nel 2012 si è sposata ed ha avuto un figlio nel 2015.